# Восточноевропейская овчарка
Восточноевропейская овчарка — порода собак, выведенная в СССР.

## История породы
Порода служебных собак, создавалась в 1920-е — 1930-е годы в Советском Союзе для войск НКВД (пограничных, оперативных, конвойных и ВОХР) в различных климатических условиях и для нужд народного хозяйства. Также собака может быть поводырём. Базовой породой для выведения восточноевропейской овчарки послужили немецкие овчарки, вывезенные из Германии в Украинскую ССР в 1920-е годы. Первый стандарт, закрепивший породный тип ВЕО, был утверждён в 1964 году Кинологическим советом Министерства сельского хозяйства СССР. Основателем первой линии немецких овчарок восточно-европейского типа был Абрек (вл. Осмоловская ВРКСС№ 1); следует отметить, что в Советском Союзе использовалось чистопородное разведение немецкой овчарки без «прилития» кровей других пород. Однако, после победы в войне, в СССР стали массово ввозить трофейных немецких овчарок из побеждённой Германии.
Первоначально в новой России породу признали Союз кинологических организаций России и клуб «Добрый Мир», а в последующем и Российская кинологическая федерация. На данный момент[когда?] порода признана Международным союзом кинологических клубов (United Clubs International), Международным кинологическим союзом (IKU — International Kennel Union). Не признана Международной кинологической федерацией (FCI).
Восточноевропейские овчарки широко используются в России в ведомственных службах для охраны объектов и территорий, поиска взрывчатых и наркотических веществ, задержания и конвоирования нарушителей, а также для работы в пограничных войсках, полиции, службе безопасности метрополитена.
Эта порода также популярна среди специалистов по спортивной кинологии: ВЕО успешно выступают как в национальных (ОКД, ЗКС, Русский ринг), так и в международных дисциплинах.

## Внешний вид
Умеренно растянутая собака выше среднего и крупного роста, крепкого типа сложения, с сильным, но не грубым костяком и хорошо развитой, рельефной мускулатурой. Половой диморфизм хорошо выражен. Кобели крупнее и массивнее сук. Высота в холке кобелей — 66—76 см, сук — 62—72 см. Предпочтителен крупный рост, индекс растянутости — 110—117 (110—117 % высоты в холке).
Голова пропорциональна корпусу, по длине составляет примерно 40 % от высоты в холке, массивная, в форме слегка заостренного клина, умеренно широкая и глубокая в черепной части с несколько округлёнными скулами, покрытыми хорошо развитой мускулатурой. Черепная часть плоская, со слабо обозначенной продольной бороздкой. Лоб при взгляде спереди и сверху слегка округлый. Надбровные дуги умеренно выражены. Переход ото лба к морде заметный, но не резкий. Морда клинообразная, умеренно суживается к мочке носа, по длине равна или несколько меньше половины длины головы, хорошо развита нижняя челюсть. Линии черепа и морды параллельны. Спинка носа прямая или с незначительной горбоносостью. Губы сухие, плотно прилегающие, темного цвета. Мочка носа крупная, чёрная. Прикус ножницеобразный. Зубы крупные, в полном комплекте (42 зуба согласно зубной формуле). Резцы расположены в одну линию. Глаза средней величины, овальные, косо поставленные, тёмные, с сухими, тёмными, плотно прилегающими веками. Уши средней величины, стоячие, высоко поставленные, остроконечные, в форме равнобедренного треугольника, концами направленные вперёд и вверх. Шея мускулистая, умеренно длинная, поставленная под углом около 45°.
Холка умеренно длинная, хорошо выражена. Спина крепкая, широкая, длинная. Поясница короткая, широкая, мускулистая, слегка выпуклая. Круп широкий, округлый, длинный с незначительным наклоном к основанию хвоста. Высота в холке незначительно превышает высоту в крестце. Грудь умеренно широкая, овальная, длинная; нижняя линия груди расположена на уровне локтей или чуть ниже. Глубина груди составляет 47—50 % от высоты в холке. Живот умеренно подтянутый. Хвост саблевидной формы, последним позвонком доходит до скакательного сустава или чуть ниже; в спокойном состоянии опущен вниз, при возбуждении последняя треть хвоста плавно изогнута кверху.
Передние конечности прямые, при взгляде спереди — параллельные. Лопатки длинные, плотно прилегают к грудной клетке, наклонены под углом 45°. Плечевые кости длинные, косо поставленные; плечи мускулистые. Угол плече-лопаточного сочленения около 100°. Предплечья прямые, отвесно поставлены; локти направлены строго назад. Пясти умеренно длинные, крепкие, пружинистые, поставлены с незначительным (15—20°) наклоном к земле. Длина передней ноги до локтя составляет 50—53 % от высоты собаки в холке. Задние конечности умеренно оттянутого постава, при осмотре сзади параллельные. Бёдра умеренно длинные, широкие, с хорошо развитой мускулатурой, поставлены наклонно. Голени умеренной длины, поставлены с умеренным наклоном. Колени округлые, малозаметные. Скакательные суставы сухие, с хорошо выраженными углами сочленений. Плюсны широкие, крепкие, поставлены отвесно. Лапы овальной формы, сводистые, в комке. Когти и подушечки лап тёмные. Прибылые пальцы должны быть удалены.
Остевой волос шерсти прямой, жёсткий, средней длины, плотно прилегающий. Голова, уши, передние стороны конечностей и лапы покрыты более короткой шерстью. На задних сторонах предплечий шерсть незначительно удлиняется. На задней стороне бёдер образует умеренные очёсы. Подшёрсток хорошо развит, но не выходит за покровный волос. Окрас чепрачный с маской на значительно осветлённом (от серебристо-серого до насыщенного палевого) фоне, а также чёрный. Глубокий чепрак, приближающий окрас собаки к чёрно-подпалому, не является недостатком. Ярко выраженные зонарно-серый и зонарно-рыжий окрасы допустимы, но нежелательны.

## Темперамент и поведение
ВЕО не принадлежит к породам, от которых следует ожидать лояльности к посторонним людям. ВЕО должна быть уравновешенной, уверенной в себе, недоверчивой к посторонним.
В соответствии со стандартом породы, агрессивность является дисквалифицирующим пороком.